# باول وارد
باول وارد (بالإنجليزية: Paul Ward)‏ (15 سبتمبر 1963 - ) هو لاعب كرة قدم بريطاني في مركز الوسط. لعب مع سكونثورب يونايتد ونادي ليتون أورينت ونادي ميدلزبره ونادي غاينسبورو ترينيتي ولينكولن سيتي أف سي ودارلينجتون إف سى.